# Tasiilaq (Bucht)
Tasiilaq („wie ein Binnensee“; dänisch Kong Oscar Havn) ist eine grönländische Bucht im Distrikt Ammassalik in der Kommuneqarfik Sermersooq.

## Geographie

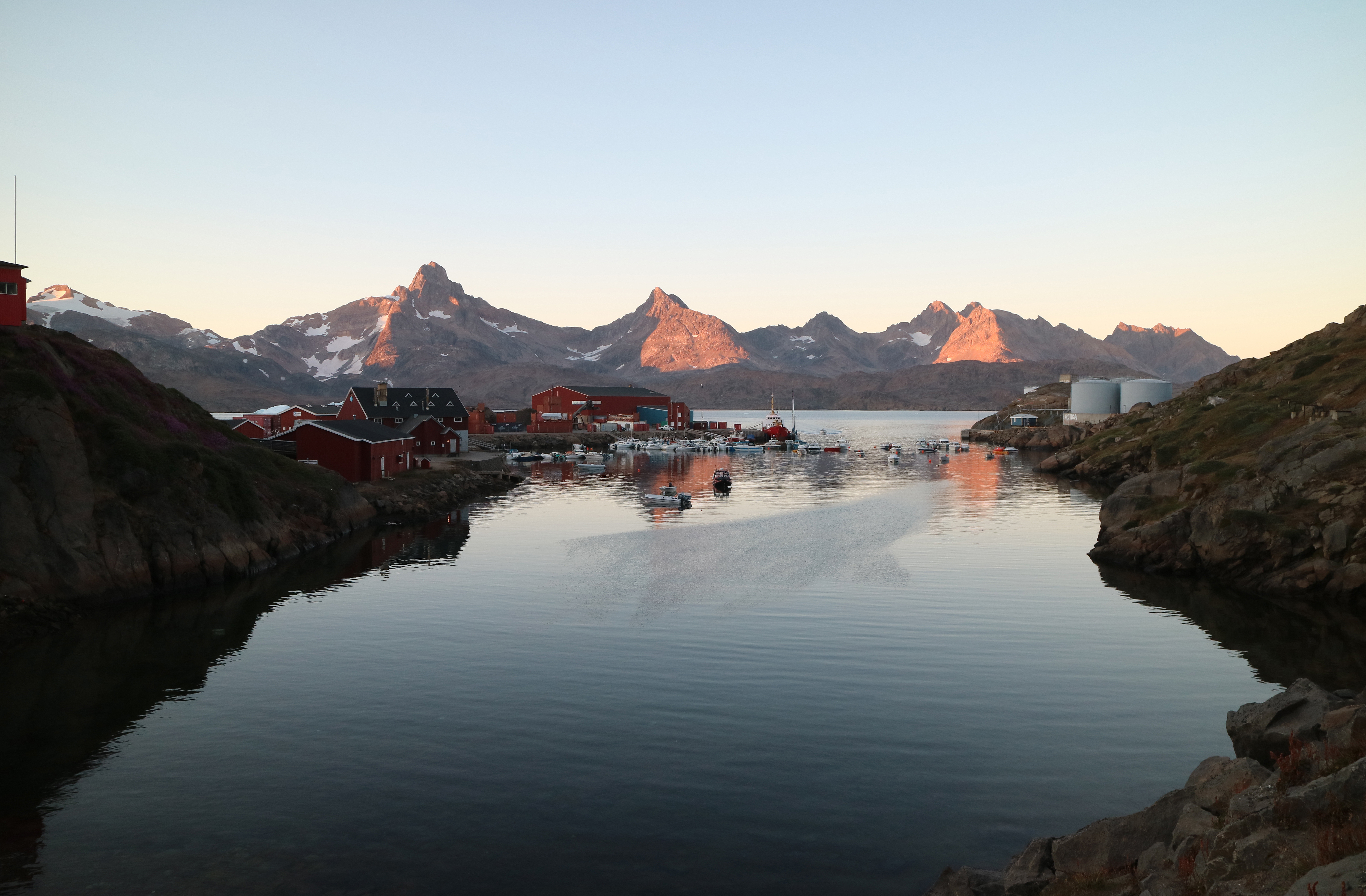
Blick über den Hafen von Tasiilaq auf die abendliche Bucht

Die rund 8 km lange und bis zu 4 km breite fjordähnliche Bucht liegt im Süden von Ammassalik Ø an der Irmingersee. Sie ist im Mündungsbereich nur etwa 750 m breit, sodass ihr Inneres geschützte Hafenverhältnisse für die an der Südwestküste gelegene Stadt Tasiilaq bietet. Sowohl der grönländische als auch der dänische Name („König-Oskar-Hafen“) nehmen darauf Bezug.
Die Bucht wird durch die von Norden kommende Halbinsel Aammaqqaaq eingeschnitten. Westlich von Aammaqqaaq liegt ein langer fjordgleichender Abschnitt, an dessen Ende die Inselgruppe Qinngivala Immikkeertiva die Bucht Imiilaajiva abtrennt. Östlich von Aammaqqaaq liegt die Bucht Qortortup Imiilaa und an deren Ende die kleine Bucht Qortortup Imiilaajiva, die vom Fluss Qortortoq gespeist wird, der vom größten See der Insel, Qortortup Imertiva, kommt. Die letzte Steilstufe überwindet der Bach in einem spektakulären Wasserfall, der gerne im Zuge von Trekkingtouren passiert wird. Südlich von Aammaqqaaq liegt zentral in der Bucht die Inselgruppe Aammaqqaap Immikkeertiva (Fugleøerne). Die Bucht im Nordosten trägt den Namen Amittivartiva (Nordfjord). In ihr liegt die große Insel Amittivartivala Immikkeertiva. Südlich davon liegt die kleine Inselgruppe Kiliilaajiit Immikkeertivat. Nahe der Mündung befindet sich im Osten die Bucht Noorniakkat Ilertaat. Von Westen aus münden mehrere kleine Flüsse in die Bucht, der Qinngertiit Kuuat, der Akittiit Kuuat und der Tasiilap Kuua, der die Stadt in zwei Teile teilt.

## Geschichte
1883 erreichte Adolf Erik Nordenskiöld die Bucht auf der von ihm geleiteten 2. Dickson-Expedition. Er verlieh der Bucht den schwedischen Namen Konung Oscars Hamn nach dem damaligen schwedisch-norwegischen König Oskar II. Daraus wurde der dänische Name Kong Oscar Havn. Im Folgejahr erreichte auch die Frauenbootexpedition unter Gustav Frederik Holm die Bucht und überwinterte dort. 1894 wurde am Wohnplatz Tasiilaq die Missionsstation Ammassalik gegründet, aus der die heutige Stadt Tasiilaq hervorging.